# Pierre de Cortone
Pierre de Cortone (en italien : Pietro da Cortona, de son vrai nom Pietro Berrettini), né à Cortona le 1er novembre 1596 et mort à Rome le 16 mai 1669, est un peintre et un architecte italien du baroque commençant, considéré comme le premier représentant authentique du nouveau style.
On connaît surtout son travail dans le domaine des fresques décoratives et de la peinture, notamment le Triomphe de la Divine Providence, son œuvre majeure.
Sous le pontificat d'Urbain VIII — dont il fit un portrait —, il fut l'un des principaux architectes opérant à Rome, avec Le Bernin et Francesco Borromini.

## Biographie

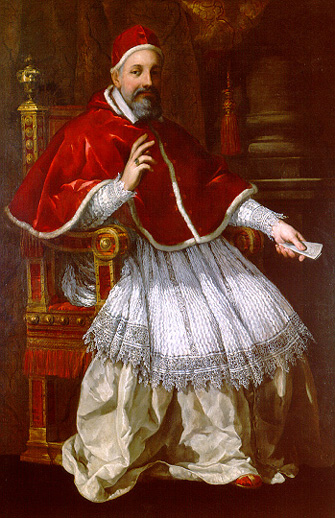
Portrait du pape Urbain VIII, 1627, Rome, musées du Capitole.

Pierre de Cortone étudia avec le florentin Andrea Commodi qui l'emmena avec lui à Rome à l'âge de quinze ans. Son maître le confia en 1614 à un de ses élèves, le peintre toscan Baccio Ciarpi (it) qui lui fait découvrir les œuvres de Raphaël, de Rubens du Dominiquin et d'Annibale Carracci. Il s'imprègne aussi de la ferveur religieuse de l'époque marquée par la Contre-Réforme.
Il noua aussi très tôt des relations avec les milieux romains passionnés d'antiquités, notamment Cassiano dal Pozzo qui le pousse à étudier l'art antique, et l'amateur Marcello Sacchetti pour qui il peignit à plusieurs reprises dans les années 1620 : Le Sacrifice de Polyxène, Le Triomphe de Bacchus, L'Enlèvement des Sabines (Rome, musées du Capitole). Ces œuvres témoignent aussi de son étude de la peinture vénitienne du XVIe siècle.
En 1628, il dirige Andrea Camassei (1602-1649) et Andrea Sacchi (1599-1661) pour la décoration de la galerie de sa propriété dite Tumoleto de Fassano, que le cardinal Giulio Cesare Sacchetti (1586-1663) a achetée en 1620 au florentin Vincenzo Mazzinghi, à Castel Fusano.
Il poursuit sa carrière au service de la famille Sacchetti qui lui confie en 1623 le chantier de la villa du Pigneto (en). Au palais Sacchetti, il rencontre le Cavalier Marin et le cardinal Mafeo Barberini, futur Urbain VIII, qui devient son protecteur. Par son intermédiaire, il obtient sa première grande commande de peinture, le cycle de décors à fresque de l'église Santa Bibiana à Rome (1624-1626), dont la façade a été réalisé par Le Bernin. Le succès qu’il rencontre lui ouvre une carrière active : en 1629, il peint L’Enlèvement des Sabines qui devient le manifeste de la peinture baroque romaine.
En 1633-1639, il exécute pour le pape Urbain VIII sa fresque la plus célèbre : La Gloire des Barberini, qui orne le plafond du grand salon du palais Barberini à Rome. Ce décor peint est aussi appelé Le Triomphe de la Divine Providence. Il s’agit d’une allégorie de la Providence et du pouvoir divin des Barberini. Cette grande fresque est mouvementée, abonde de personnages vus dans une contre-plongée extrême (sotto in su), qui caractérise ses effets illusionnistes.
En 1637, durant un voyage en Italie du nord, il s'arrête à Florence et à la demande de Ferdinand II, commence à peindre une petite pièce du piano nobile appelée Sala della Stufa ou salle du Poêle au palais Pitti. Sa série de fresques décrivant Les quatre âges de l'homme reçut un accueil très favorable. L'Âge d'or et L'Âge d'argent furent peints en 1637, puis il retourna à Rome pour achever la voûte Barberini et en 1640 il était à nouveau à Florence pour terminer l'œuvre commencée trois ans avant et peignit L'Âge du bronze et L'Âge du fer. On lui demanda alors les fresques des salles de réception du grand-duc, enfilade de cinq pièces sur le devant du palais. Dans ces cinq salles « des Planètes », la suite hiérarchique des divinités est fondée sur la cosmologie ptolémaïque : Vénus, Apollon, Mars, Jupiter (la salle du trône des Médicis), et Saturne. De 1641 à 1647 il peignit les salles de Vénus, Jupiter et Mars. Ces plafonds rendent essentiellement hommage à la lignée des Médicis et à leur capacité à être des dirigeants vertueux. Il commença celle d'Apollon qui fut terminée par son élève Ciro Ferri en 1660. Le thème des plafonds de ces salles devaient inspirer plus tard la décoration des Grands Appartements du château de Versailles, conçus par Charles Le Brun.
Rentré définitivement à Rome en 1647, il reçut sans cesse de nouvelles commandes des grandes familles et des ordres religieux, soit comme architecte soit comme décorateur et peintre. Il contribua à modifier le visage de Rome, et il y deviendra principe (prince) de l'Accademia di San Luca.
Parmi ses élèves issus de son important atelier, Giacinto Gimignani (de Pistoie) et Giovanni Francesco Romanelli (de Viterbe) furent également sensibles au courant classique qui circule à Rome à l'époque, simultanément au baroque. D'autres au contraire, tel que Ciro Ferri contribuèrent à divulguer son langage pictural.

## Principales réalisations architecturales
En tant qu'architecte, on lui doit l'église Santi Luca e Martina près du Forum (finie en 1664, il dessine la forme en croix grecque de cette église), l'embellissement notable de l'extérieur de Notre-Dame-de-la-Paix (1656-1667) et la façade (avec une loggia surprenante) de Santa Maria in Via Lata (vers 1660).
Il conçoit les plans du palais des papes de Castel Gandolfo tel qu'il est aujourd'hui, la Villa Pigneto du marquis Sacchetti (en) et la Villa Sacchetti à Castelfusano (en) près d'Ostie.

## Planches d'anatomie
Avant de devenir célèbre comme architecte, Pietro dessina des planches anatomiques qui ne sont publiées qu'un siècle après sa mort en 1741. Les planches de Tabulae anatomicae ont été sans doute composées vers 1618. Les poses dramatiques et finement étudiées sont dans le style des autres artistes du genre de la Renaissance et du baroque, mais sont particulièrement expressives.

## Œuvres

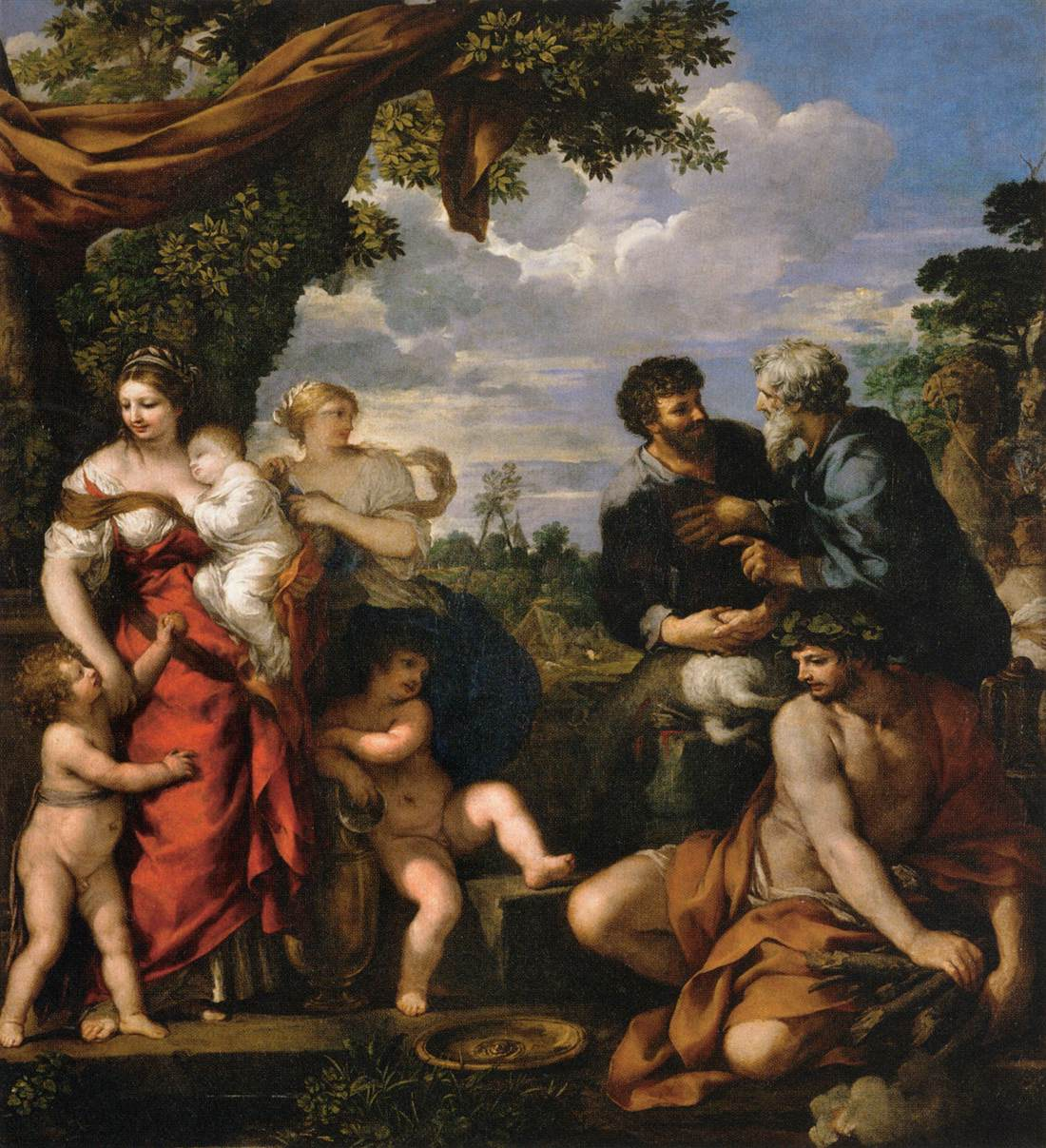
Jacob et Laban, 1630-1635, Paris, musée du Louvre.

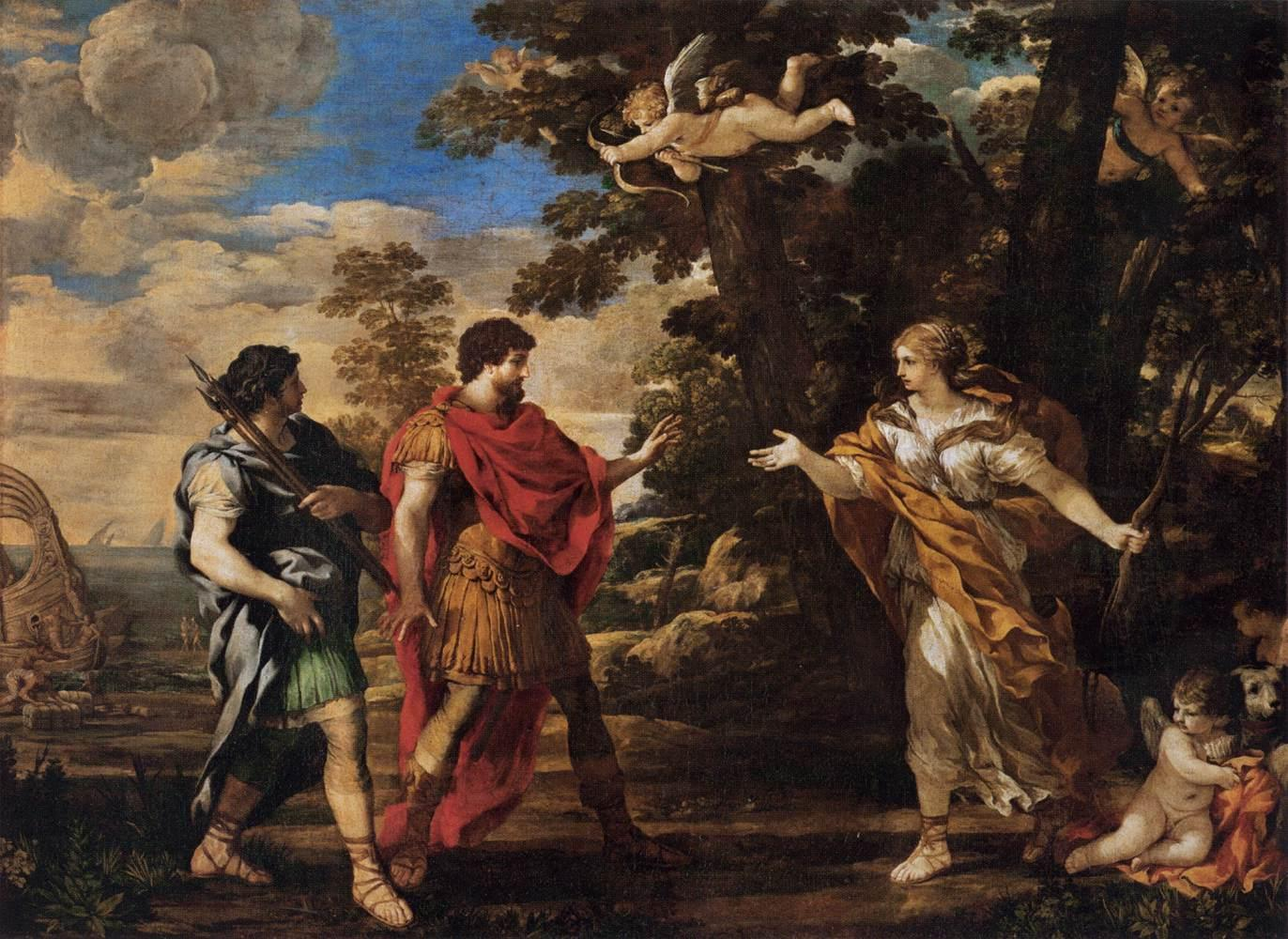
Vénus et Énée, 1631, Paris, musée du Louvre.

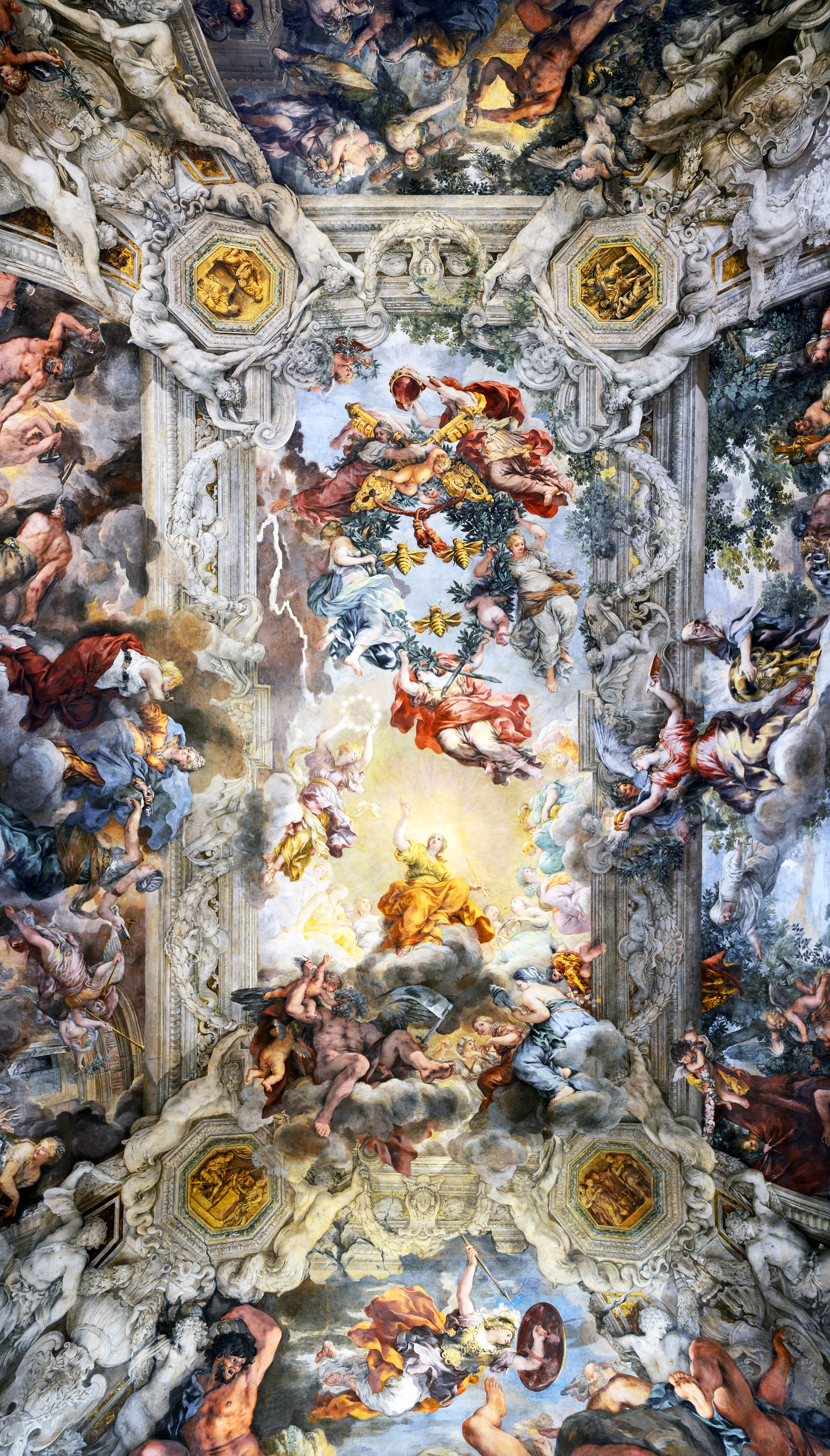
Triomphe de la Divine Providence (1633-1639) Rome, Palais Barberini.

### Les débuts à Rome
- fresque (1616), Frascati, villa Arrigoni (en)
- Pietà (1620-1625), Cortone, église Santa Chiara (it)
- Sainte Cécile et un Ange (1620-1625), huile sur toile, 143 × 109 cm, Londres, National Gallery[5]
- Scènes de la vie de Salomon (1622-1623), fresques de la galerie du palais Mattei di Giove, Rome
- Santa Dafrosa (1624-1626), église Santa Bibiana, chapelle à droite de l'abside, Rome
- Sacrifice de Polyxène (v. 1624), Pinacothèque capitoline, Rome
- Le Martyre de saint Laurent (1626), église San Lorenzo in Miranda, Rome
- Portrait de Marcello Sacchetti (1626), Galerie Borghèse, Rome
- Portrait de Giulio Sacchetti (1627), Galerie Borghèse, Rome
- Vierge et Saints (1626-1628), huile sur toile, 280 × 170 cm; musée de l'Académie étrusque de Cortone
- Vocation des saints Pierre et André (1626-1630), Cambridge, Fitzwilliam Museum[6]
- Portrait d'Urbain VIII (1627), musées du Capitole
- fresques (1627-1629), galerie du Palais Sacchetti, Rome
- Retable de la Trinité (1628-1631), basilique Saint-Pierre de Rome, chapelle du Saint-Sacrement
- L'Alliance entre Jacob et Laban (1630-1635), toile, 197 × 176 cm, musée du Louvre, Paris[7]
- L'enlèvement des Sabines (v. 1630), Pinacothèque capitoline, Rome
- Portrait d'un membre de la famille Mattei, musée Condé, Chantilly[8].

### La renommée des années 1630
- Saint Ananie rend la vue à saint Paul (1631), église Santa Maria della Concezione dei Cappuccini, Rome
- Venus en chasseresse apparaît à Énée (1631), toile, 127 × 176 cm, musée du Louvre[9]
- Dieu le Père entouré d'anges tenant les instruments de la Passion, dessin : plume, encre brune, lavis brun, 13,6 × 24,5 cm, Beaux-Arts de Paris[10].
- Triomphe de la Divine Providence (1633-1639), fresque du palais Barberini, Rome[11],[12]
- stucs dorés et fresques (1635), palais du Vatican, appartements Borgia[réf. nécessaire] et chapelle d'Urbain VIII
- fresques avec épisodes religieux (1635), palais du Vatican, appartement de Jules II et Léon X
- Sainte Martine (1635-1640), huile sur toile, 95 × 76 cm, musée d'art du comté de Los Angeles[13]
- Autoportrait à l'âge de quarante ans (1636), Musée Fesch d'Ajaccio
- César remet Cléopâtre sur le trône d'Égypte (~1637), 255 × 266 cm, Musée des beaux-arts de Lyon
- Saint Jérôme pénitent (v. 1637), huile sur panneau de cuivre, 45 × 39 cm, Detroit Institute of Arts[14]
- Le Retour d'Agar chez Abraham (1637), toile, 123 × 99 cm, Vienne, musée d'histoire de l'art
- Agar et l'Ange (1637-1638)[15], Sarasota, Ringling Museum of Art
- Les Quatre Âges de l'homme : L'Âge d'or et L'Âge d'argent (1637), L'Âge du bronze et L'Âge du fer (1641), salle du Poêle, palais Pitti, Florence
- Saint Alexis mourant (1638), huile sur toile, chapelle Saint-Alexis de l'église des oratoriens de Naples
- La Foi, l'Espoir et la Charité, v. 1640, huile sur toile, 171 × 128 cm, Institut Courtauld, Londres[16]
- Le Christ apparaît à Madeleine (1640-1650), musée de l'Ermitage, Saint-Pétersbourg

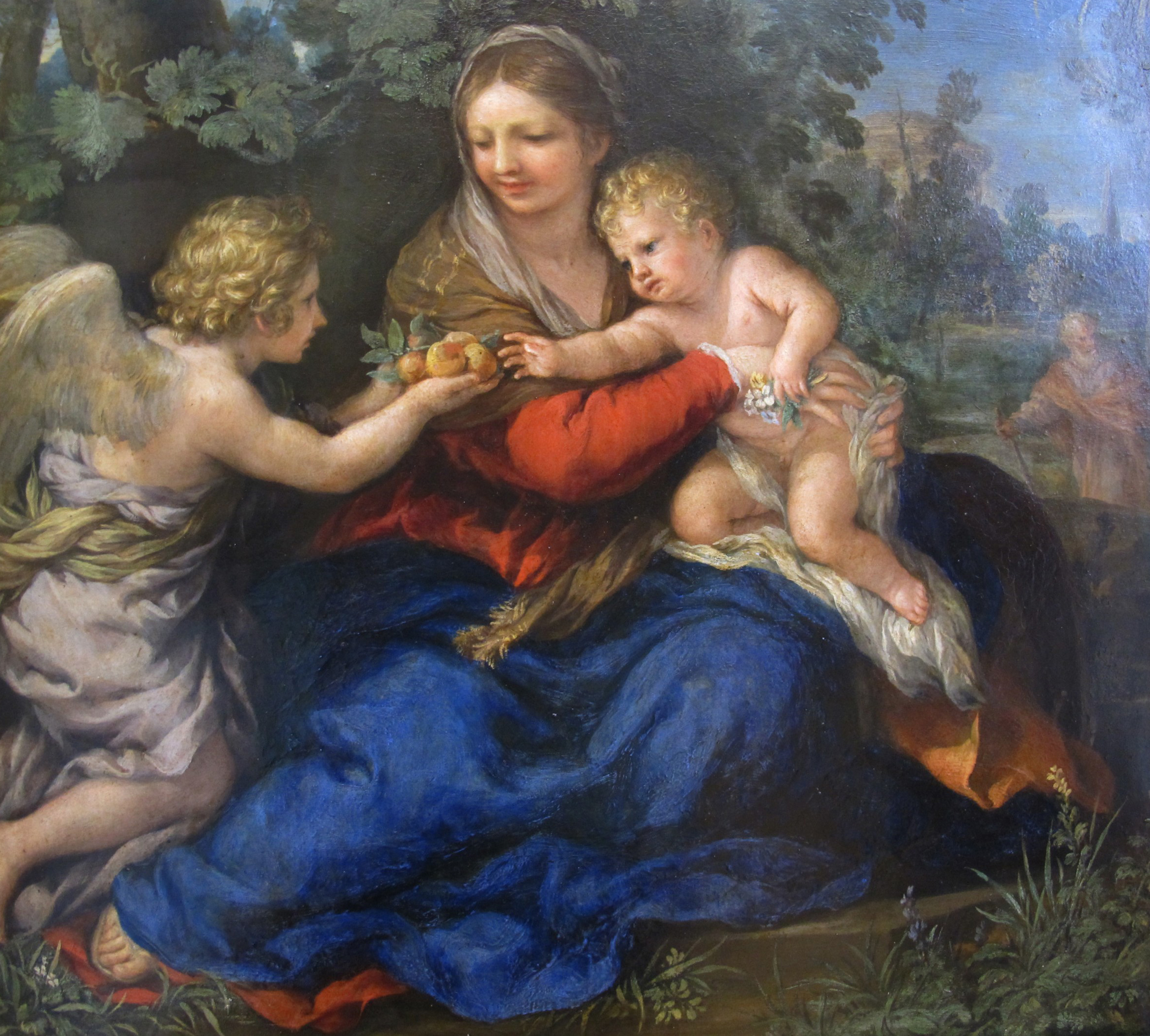
Repos pendant la fuite en Égypte, 1643, Munich, Alte Pinakothek.

- Vénus et Cupidon (1641- 1647), salle de Vénus, palais Pitti, Florence
- fresques du plafond (1641- 1647), salle de Mars, palais Pitti, Florence
- La Découverte de Romulus et Rémus[17] (1643), huile sur toile, 251 × 265 cm, musée du Louvre[18]
- La Vierge à l'Enfant avec sainte Martine (v. 1643 (?)), 136 × 158 cm, Musée du Louvre, Paris[19]
- Repos durant la fuite en Égypte, v. 1643, huile sur cuivre, 48 × 39 cm, Munich, Alte Pinakothek[20]
- Vierge à l'Enfant et sainte Martine (1645), Fort Worth, musée d'art Kimbell[21]

### De 1647 à la fin de sa vie

Daniel dans la fosse aux lions (1663), Galeries de l'Académie de Venise

- Triomphe de la Trinité (1647-1651), stucs et fresques de la coupole, Chiesa Nuova, Rome
- Histoire d'Énée (1651-1654), fresque du salon du palais Pamphili, Piazza Navona
- Ésaü et Jacob (1655(?)), musée de l'Ermitage, Saint-Pétersbourg[22]
- Nativité (1656), huile, 51 × 40 cm, Madrid, musée du Prado[23]
- Saint Martine refuse d'adorer les idoles (1656), huile sur toile, 100 × 78 cm, palais Pitti de Florence. Serait un tableau préparatoire d'un retable pour Saint-François de Sienne
- Les Prophètes (1657-1660), stucs et fresques du plafond, Chiesa Nuova, Rome
- Des Anges avec les instruments de la Passion (1657-1660), stucs et fresques de la voûte, Chiesa Nuova, Rome
- L'Assomption (1657-1660), abside de Chiesa Nuova, Rome
- Martyre de saint Étienne (v. 1660), musée de l'Ermitage, Saint-Pétersbourg[24]
- Les Saints Yves, Léon, Pantaleone, Luc et Catherine d'Alexandrie en gloire avec des anges (1661), huile, terminée par Giovanni Ventura Borghesi , Église Sant'Ivo alla Sapienza, Rome
- Immaculée Conception (1662), Pérouse, église san Filippo Neri
- Daniel dans la fosse aux lions (1663), Galeries de l'Académie de Venise [25]
- Saint Charles Borromée apporte le Saint Clou en procession (1667), église San Carlo ai Catinari, Rome

### Dates non renseignées

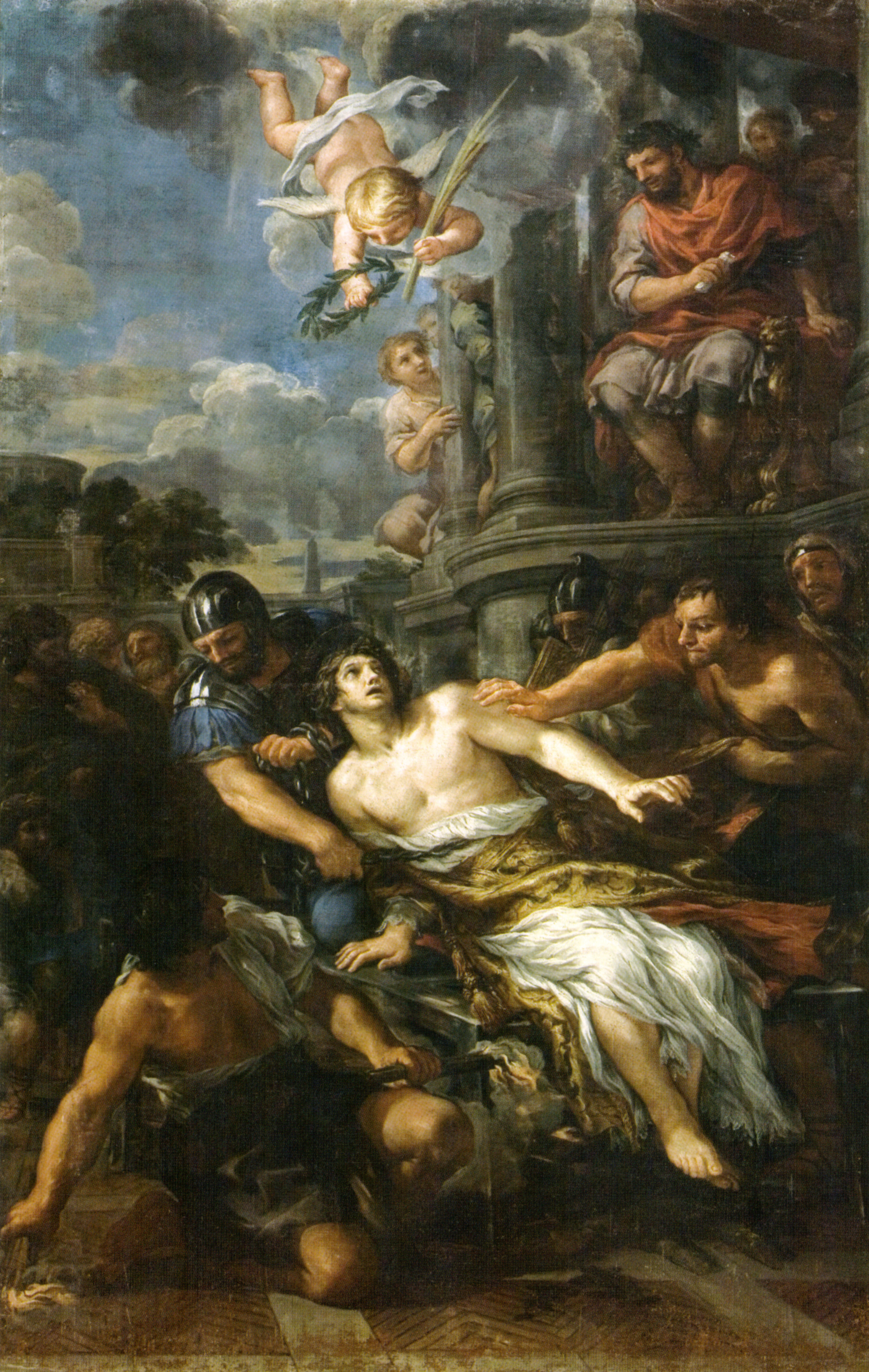
Le Martyre de saint Laurent, Florence, église Saints-Michel-et-Gaétan.

- Musée des Beaux-Arts de Boston : Vierge à l'Enfant avec des saints, 72 × 61 cm[26]
- Oxford, Ashmolean Museum : Le Serment de Sémiramis, huile sur cuivre, 51 × 71 cm[27]
- Rome :
  - Église San Salvatore in Lauro : Nativité.
  - Galerie Colonna : Résurrection du Christ
  - Galleria dell'Accademia di San Luca : Galatée
  - Galerie nationale d'art ancien du palais Barberini : Ange gardien[28]
  - Galleria Pallavicini[29] : Repos pendant la fuite en Égypte.
  - Palazzo dei Conservatori al Campidoglio, Appartamento dei Conservatori : fresque avec La Victoire d'Alexandre sur Darius, Salle du Triomphe
  - Palais du Quirinal, Sala del Balcone : fresque de Départ et Triomphe de David
  - Pinacothèque capitoline : Vierge à l'Enfant, L'Enlèvement des Sabines, Sacrifice de Polyxène, Triomphe de Baccus, Vue de Allumiere
- Rennes, musée des Beaux-Arts : Vierge à l'Enfant et sainte Martine
- Musée de l'Ermitage, Saint-Pétersbourg, Le Christ et la Femme adultère[30]
- Vienne, musée d'Histoire de l'art : Saint Paul guéri par Ananie